# Andrena kishidai
Andrena kishidai är en biart som beskrevs av Keizo Yasumatsu 1935. Andrena kishidai ingår i släktet sandbin, och familjen grävbin. Inga underarter finns listade i Catalogue of Life.